# Lajos Fekete
Lajos Fekete (ur. 1891 w Tardoszu, zm. 1969 w Budapeszcie) – węgierski turkolog, od 1952 profesor Uniwersytetu im. Loránda Eötvösa w Budapeszcie, od 1961 członek Węgierskiej Akademii Nauk. 
Lajos Fekete zajmował się, między innymi, rękopisami tureckimi i dyplomacją osmańskoturecką. Główną pracą Feketego jest Türkische Schriften aus dem Archive des Palatins Nikolaus Esterházy (1932).